# Mrówczan potasu
Mrówczan potasu, HCOOK (numer katalogowy dodatku do żywności: E238) – organiczny związek chemiczny, sól kwasu mrówkowego i potasu.

## Otrzymywanie
Czysty mrówczan potasu można otrzymać poprzez rozpuszczenie czystego węglanu potasu w 90% kwasie mrówkowym i krystalizację soli po uprzednim usunięciu wydzielonego dwutlenku węgla przez ogrzewanie. produkt można osuszyć przez ogrzewanie nieco poniżej temperatury topnienia, rekrystalizację z absolutnego etanolu i suszenie w próżni nad 99% H2SO4.

## Właściwości
Mrówczan potasu jest bezbarwnym ciałem stałym, dobrze rozpuszczalnym w wodzie. Jest silnie higroskopijny.
Przy ogrzewaniu powyżej 275 °C na powietrzu (lub 300 °C w atmosferze azotu) zaczyna ulegać rozkładowi termicznemu:
2HCOOK → K2CO3 + CO + H2
2HCOOK → K2C2O4 + H2
W temperaturze ok. 300 °C przeważa proces pierwszy, natomiast w temp. 350–400 °C, proces drugi. W zależności od temperatury i atmosfery otoczenia pierwotne produkty rozkładu mogą ulegać różnym dalszym reakcjom. Termoliza mrówczanu potasu do szczawianu potasu może być wykorzystywana do otrzymywania kwasu szczawiowego.